# 더블에이치티엔이
더블에이치티엔이는 대한민국의 연예 기획사이다.

## 소속 연예인
- 김용준 (SG 워너비)
- 김성규 (인피니트)
- 이상준